# Trolljäger
Trolljäger: Geschichten aus Arcadia (Originaltitel: Trollhunters: Tales of Arcadia) ist eine US-amerikanische Animationsserie, die zwischen 2016 und 2018 für den Video-on-Demand-Dienst Netflix produziert wurde. Die Handlung basiert dabei auf dem gleichnamigen Roman des mexikanischen Autors und Filmschaffenden Guillermo del Toro und des US-amerikanischen Schriftstellers Daniel Kraus. Die zweite Staffel erhielt zudem von Marc Guggenheim und Richard Hamilton eine Comic-Adaption. Die Serie ist die erste einer Serientrilogie namens Geschichten aus Arcadia, die nach der dritten Staffel mit den Serien 3 von oben (2018–2019) und Die Zauberer (2020) fortgesetzt wurde, welche im selben Universum spielen. Es folgte noch der Abschlussfilm Trolljäger: Das Erwachen der Titanen (2021), welcher alle drei Serien zusammenführt und abschließt.

## Handlung

### Staffel 1
Als sich der 15-jährige Jim eines morgens zusammen mit seinem Freund Tobi auf den Weg zur Schule macht, entdeckt er im Kanal unterhalb der Brücke in einem Steinhaufen ein leuchtendes Amulett, welches seinen Namen ruft. Nach der Schule stellt er fest, dass er sich mit Hilfe des Amuletts in eine Art Ritter mit Rüstung und Schwert verwandeln kann. Später wird er schließlich von den beiden Trollen Blinky und AAARRRGGHH!!! aufgesucht, die ihm erklären, dass das Amulett ihn ausgewählt hat und er der nächste (und erste menschliche) Trolljäger sei und die Aufgabe hat, die guten Trolle vor den bösen Trollen (den sogenannten Gumm-Gumms) zu beschützen und das Geheimnis der Trolle vor den Menschen zu bewahren.
Nachdem Jim zusammen mit Tobi nach Herzstein-Trollmarkt, dem Zuhause der guten Trolle unterhalb der Stadt (namens Arcadia), geführt wird, beginnt Blinky mit dem Training von Jim, damit er verhindern kann, dass es den bösen Trollen gelingt ihren Anführer Gunmar aus dem Düsterland zu befreien. Nebenbei muss Jim aber auch sein normales Leben als Schüler weiterführen und sich den alltäglichen Herausforderungen in der Schule stellen.
Als Jim erfährt, dass Klaras kleiner Bruder Erik durch einen Gestaltwandler ersetzt wurde und Klara dem Geheimnis von Jim immer weiter auf die Schliche kommt, wird sie ebenfalls in die Welt der Trolle eingeweiht und versuchen daraufhin gemeinsam einen Weg zu finden, um Klaras Bruder aus dem Düsterland zu befreien.

### Staffel 2
Nachdem sich Jim alleine auf den Weg ins Düsterland gemacht hat, um Klaras Bruder zu befreien, jetzt aber selbst dort gefangen ist, versuchen seine Freunde einen Weg zu finden ihn wieder zurückzuholen. Bei einer Rettungsmission schaffen sie es Jim zu befreien, jedoch gelingt dabei auch Gunmar die Flucht.
In Herzstein-Trollmarkt entpuppt sich währenddessen Königin Usurna, die nichts von der gefährlichen Aktion von Jim hält, als Spionin und bringt Gunmar nach Trollmarkt.

### Staffel 3
Während sich die Trolle, die aus Herzstein-Trollmarkt fliehen konnten in Lagerhallen in Arcadia verstecken, versuchen Jim und seine Freunde sich auf den Angriff von Gunmar vorzubereiten.
Als sie erfahren, dass Gunmar mit Hilfe von Morgana, einer seit Jahrhunderten eingesperrten Zauberin, die ewige Nacht herbeiführen möchte, suchen sie Merlins Grabstätte auf, um selbst in den Besitz des mächtigen „Stab von Avalons“ zu kommen.

## Charaktere
- James „Jim“ Lake Jr. ist der Protagonist der Serie und der erste menschliche Trolljäger. Privat kümmert er sich viel um seine Freunde und unterstützt seine Mutter, wo er kann. Neben den üblichen Problemen eines Teenagers in der Schule muss er auf der anderen Seite die Welt der guten Trolle beschützen und dafür trainieren. Dieses Doppelleben macht ihm sein Leben nicht immer einfach. Am Ende der dritten Staffel verwandelt er sich, mit Hilfe eines Elixiers von Merlin, in einen Halbtroll, um damit eine Chance beim Kampf gegen Gunmar zu haben.
- Tobias „Tobi“ Domsalski (im Original: Tobias „Toby“ Domzalski) ist der beste Freund von Jim und sehr selbstbewusst. Allerdings ist er manchmal auch sehr energisch. Er ist von der Welt der Trolle vollkommen fasziniert und unterstützt Jim bei all seinen Aufgaben. Er bekommt später einen magischen Vorschlaghammer, mit dem er schweben und zuschlagen kann.
- Klara Nuñez (im Original: Claire Nuñez) ist der Schwarm und später die Freundin von Jim. Sie ist sehr lebhaft, intelligent, nett, lustig und manchmal auch etwas sarkastisch. Ihr kleiner Baby-Bruder Erik (Enrique) wurde entführt und durch einen Gestaltwandler, der NichtErik (NotEnrique) genannt wird, ersetzt. Um ihren Bruder zu retten, müssen sie ins Düsterland. Nachdem sie Angor Rot den Schattenstab entreißt, benutzt sie ihn als Waffe. Klara wird, nach einer exzessiven Nutzung des Schattenstabs, kurzzeitig von Morgana besessen, kann aber von Jim und Tobi wieder befreit werden.
- Blinkous „Blinky“ Galadrigal ist ein sechsäugiger, netter Troll, der Jim ausbildet. Er ist sehr warmherzig und weise und bemüht sich von Anfang an sehr um Jim. Nach dem Tod von Vendel übernimmt er die Führung über die guten Trolle. Blinky nennt Jim immer „Meister Jim“.
- Aarghaumont „AAARRRGGHH!!!“ ist ein korpulenter, aber friedliebender Troll, der seine Zeit hauptsächlich zusammen mit Blinky verbringt. Als Kind wurde er von seiner Königin (Usurna) verraten und als Krieger an Gunmar ausgeliefert. Er erinnert sich aber daran, dass er gekidnappt wurde. Nach dem ersten Krieg hat er sich geschworen, nie wieder zu töten, brach diesen Schwur aber, um Tobi vor Bular zu retten. Er wird durch Angor Rots vergiftetes Messer für kurze Zeit zu Stein verwandelt, wird aber erlöst.
- Walter Strickler ist ein Gestaltwandler und der Geschichtslehrer von Jim. Er ist in Jims Mutter Babara verliebt und versucht, sich zunächst das Vertrauen von Jim zu erschleichen, um an sein Amulett heranzukommen. Nach seinem Sinneswandel hilft er Jim bei seiner Ausbildung und kämpft mit ihm zusammen gegen Gunmar. Strickler nennt Jim immer „junger Atlas“.
- Nomura ist ein weiblicher Gestaltwandler und die Kuratorin des Arcardia-Museums. Sie stand erst auf der Seite der Gumm-Gumms, aber nachdem Jim ihr im Düsterland geholfen hat und Draal dafür gesorgt hat, dass sie das Düsterland mit Jim und seinen Freunden verlassen konnte, schloss sie sich ihm an.
- Dr. Barbara Lake ist die Mutter von Jim, die versucht, ihn zu beschützen, jedoch sehr mit ihrer Arbeit als Ärztin im Krankenhaus beschäftigt ist. Ihr Mann hat sie verlassen, als Jim fünf Jahre alt war. Durch ihren Beruf ist sie öfters nicht zu Hause, was Jim mehr Freiheiten gibt. Sie ist in Walter Strickler verliebt und verzeiht ihm nach seinem Sinneswandel, dass er versucht hat Jim zu töten.
- Kanjigar war Draals Vater und der letzte Trolljäger vor Jim. Nach einem Kampf gegen Bular sprang er ins Sonnenlicht, um das Amulett zu schützen und verwandelte sich zu Stein.
- Bular ist der Sohn von Gunmar, der sich als starker und brutaler Krieger erweist und zusammen mit den Gestaltwandlern versucht, seinen Vater aus dem Düsterland zu befreien. Er wird von Jim unter der Brücke, wo Kanjigar gefallen ist, getötet.
- Gunmar ist der Anführer der bösen Trolle (Gumm-Gumms) und ist im Düsterland eingesperrt. Er ist sehr stark, skrupellos und tut alles, um seine Ziele zu erreichen. Während Jim von seinen Freunden aus dem Düsterland befreit wird, gelingt auch ihm, zusammen mit Dictatious und zwei seiner Krieger, die Flucht. Nachdem er zunächst Unterschlupf im Janus-Orden sucht, übernimmt er später Herzstein-Trollmarkt und fordert die Trolle auf, sich ihm zu unterwerfen.
- Vendel ist der Leiter von Herzstein-Trollmarkt, dem Zuhause der guten Trolle. Er ist ein alter weiser Troll, der manchmal etwas pessimistisch erscheint, dennoch aber seine Hoffnung in Jim zeigt. Er wird von Königin Usurna ermordet, als sie ihn aus einem Hinterhalt angreift und sich somit als Spionin der Gumm-Gumms entpuppt.
- Draal ist der Sohn von Kanjigar und zunächst ein Gegner von Jim, da er selbst gerne der nächste Trolljäger geworden wäre. Nach einem gescheiterten Rückkampf gegen Jim, kommt er zu einem Sinneswandel. Er zieht in Jims Keller ein, da er vorläufig aus Herzstein-Trollmarkt ausgestoßen wird, um ihn zu beschützen. Er opfert sich später für Jim in einem Kampf gegen Anger Rot.
- Stephan Palchuk ist ein Mitschüler von Jim, Tobi und Klara und stellt zunächst den sportlichen Schulfiesling dar. Als er über die übernatürlichen Aktivitäten in Arcadia erfährt, gründet er zusammen mit Eli die „Monzterkiller“, um seine Stadt vor Bösem zu beschützen. Im Laufe der folgenden Episoden verändert er sich auch immer weiter zu einem besseren Menschen.
- Eli Pepperjack ist der Nerd in der Klasse von Jim, Tobi, Klara und Stephan. Er ist freundlich, intelligent und neugierig aber auch ängstlich und manchmal naiv. Schon zu Beginn der Serie stellt er mögliche Verschwörungstheorien über übernatürliche Aktivitäten in Arcadia auf. In der zweiten Staffel gründet er mit Stephan die „Monzterkiller“ und freundet sich mit ihm an.
- Angor Rot ist ein von Strickler wiederbelebter Troll. Seine Seele wurde vor Morgana in dem Ring Inferna Corpula eingesperrt. Der Träger des Rings kann ihn kontrollieren. Nach der Zerstörung des Rings kämpft er zunächst an der Seite von Gunmar. In der letzten Folge schlägt er sich auf die Seite von Jim, als er erfährt, dass er ein ehemaliger „Trollheld“ war und stirbt schließlich im Kampf gegen Morgana.
- Morgana ist eine Zauberin, die von Merlin beim Kampf um Killakopf eingesperrt wurde. Nachdem Gunmar in den Besitz des „Stab von Avalons“ kommt, kann Morgana befreit werden, um dann mit ihrer Hilfe die ewige Nacht herbeizuführen.
- Königin Usurna ist die Anführerin der Trolle des Krubera-Stamms, die, abseits der anderen Trolle, in Höhlen tief unter dem Erdmantel leben. Als sie von der Verletzung von AAARRRGGHH!!! durch Angor Rots vergiftetes Messer erfährt, kommt sie zu ihm nach Herzstein-Trollmarkt. Am Ende der zweiten Staffel stellt sich heraus, dass sie in Wahrheit eine Spionin von Gunmar ist.
- Dictatious Maximus Galadrigal ist der Bruder von Blinky. Er wurde von Gumm-Gumms gefangen genommen und tritt später als Gunmars Vertreter ein. Als Jim im Düsterland ist und seine Freunde ihn zurückholen, kommt es zu einem Kampf zwischen ihm und seinem Bruder, bei dem Dictatious alle sechs Augenlichter verliert. Um im Janus-Orden gegen Otto Schramminger zu triumphieren, gibt er vor, von der „Blassen Lady“ (Morgana) Visionen zu empfangen. Er schlägt sich, als sein Leben in Gefahr ist, auf die Seite seines Bruders und des Trolljägers.
- Otto Schramminger ist ein deutscher gestaltwandelnder Polymorph, der sich in jede Person verwandeln kann. Außerdem ist er der Anführer des Janus-Ordens.
- Merlin ist der Erschaffer des Amuletts und wird von allen Trollen (ausgenommen der Gumm-Gumms) verehrt. Beim Kampf um Killakopf gegen Morgana verlor er einen Großteil seiner Magie und fiel in eine Art Tiefschlaf. Nachdem Jim und seine Freunde Merlins Grabstätte aufsuchen, um an den „Stab von Avalon“ zu gelangen, wird Merlin mit Hilfe des Amuletts wiedererweckt.

## Produktion und Veröffentlichung
Die Serie wurde von 2016 bis 2018 von Double Dare You und DreamWorks Animation in den Vereinigten Staaten im Auftrag von Netflix produziert. Die Serie umfasst drei Staffeln mit insgesamt 52 Folgen. Das Serienuniversum wird in den Serien 3 von oben (2018–2019) und Die Zauberer (2020) weiter behandelt, die unter demselben Untertitel Geschichten aus Arcadia erschienen. Anschließend folgte noch der Film Trolljäger: Das Erwachen der Titanen (2021), welcher die Serien zusammenführt und abschließt.
Die erste Staffel der Serie wurde am 23. Dezember 2016 auf Netflix in mehreren Sprachen veröffentlicht, darunter auch Deutsch. Die Veröffentlichung der zweiten Staffel erfolgte am 15. Dezember 2017, die dritte Staffel am 25. Mai 2018. Die deutsche Erstausstrahlung der ersten Staffel im Fernsehen fand am 19. November 2017 auf Super RTL statt. Weitere Wiederholungen erfolgten ebenfalls auf Toggo plus. Zudem erschien die Serie auf DVD und wurde als Hörspiel auf CD adaptiert. Neben Netflix wird die erste Staffel der Serie auch auf Amazon Video angeboten.

## Synchronisation
Die deutsche Fassung wurde von den Synchronstudios Interopa Film GmbH (Folge 1–4 & 6) und Hermes Synchron GmbH (Folge 5, ab 7) produziert. Die Dialogregie führte Mario von Jascheroff.
| Rolle                         | Originalsprecher                                      | Deutscher Sprecher |
| ----------------------------- | ----------------------------------------------------- | --- |
| James „Jim“ Lake Jr.          | Anton Yelchin (Folge 1–41) Emile Hirsch (ab Folge 42) | Constantin von Jascheroff                                                                                               |
| Tobias „Tobi“ Domsalski       | Charlie Saxton                                        | Dirk Petrick |
| Klara Nuñez                   | Lexi Medrano                                          | Lina Rabea Mohr |
| Blinkous „Blinky“ Galadrigal  | Kelsey Grammer                                        | Erich Räuker |
| Aarghaumont „AAARRRGGHH!!!“   | Fred Tatasciore                                       | Gerald Paradies (Folge 1–4, 6–7 & 10) Oliver Siebeck (Folge 5, 8–9, ab 11)                                              |
| Walter Strickler              | Jonathan Hyde                                         | Viktor Neumann |
| Nomura                        | Lauren Tom                                            | Daniela Hoffmann |
| Dr. Barbara Lake              | Amy Landecker                                         | Juana von Jascheroff |
| NichtErik                     | Jimmie Wood                                           | Gerald Schaale |
| Kanjigar                      | Tom Hiddleston (Folge 1) James Purefoy (ab Folge 14)  | Karl Schulz (Folge 1) Marco Kröger (ab Folge 14)                                                                        |
| Bular                         | Ron Perlman                                           | Tilo Schmitz |
| Gunmar                        | Clancy Brown                                          | Axel Lutter (Folge 1–13) Lutz Riedel (ab Folge 27)                                                                      |
| Vendel                        | Victor Raider-Wexler                                  | Kaspar Eichel |
| Draal                         | Matthew Waterson                                      | Klaus-Dieter Klebsch |
| Bagdwella                     | Fred Tatasciore                                       | Lutz Schnell |
| Grumpf                        | Brook Chalmers                                        | Dennis Schmidt-Foß |
| Krampf                        | Tom Kenny                                             | Mario von Jascheroff |
| Zwinker                       | Rodrigo Blaas                                         | Mario von Jascheroff |
| Dr. Muelas                    | Guillermo del Toro                                    | Uwe Jellinek |
| Coach Lorenz                  | Thomas F. Wilson                                      | Dennis Schmidt-Foß |
| Fräulein Lenora Janet         | Laraine Newman                                        | Silvia Mißbach |
| Señor Uhl                     | Fred Tatasciore                                       | Klaus Lochthove |
| Stephan Palchuk               | Steven Yeun                                           | Tobias Nath |
| Eli Pepperjack                | Cole Sand                                             | Matthis Schmidt-Foß (Folge 2) Laurine Betz (Folge 5 & 15) Anna Amalie Blomeyer (Folge 13, ab 20)                        |
| Danni Wolf                    | Yara Shahidi                                          | Verena Unbehaun |
| Mia Wang                      | Lauren Tom                                            | Maria Hönig (Folge 4, ab 14) Anna Gamburg (Folge 10)                                                                    |
| Shannon Longhannon            | Bebe Wood                                             | Luisa Casper |
| Nancy „Nana“ Domsalski        | Laraine Newman                                        | Eva-Maria Werth (Folge 1 & 4) Verena Unbehaun (Folge 9 & 20) Denise Gorzelanny (Folge 23) Heide Ihlenfeld (ab Folge 41) |
| Mrs. Olivia Nuñez             | Andrea Navedo                                         | Ute Noack |
| Mr. Viktor Nuñez              | Tom Kenny                                             | Johann Fohl |
| Detective Wolf                | Ike Amadi                                             | Matti Klemm |
| Officer Brennan               | Tom Kenny                                             | Mario von Jascheroff |
| Unkar                         | Wallace Shawn                                         | Rainer Gerlach |
| Fragwa                        | Frank Welker                                          | Mario von Jascheroff |
| Gatto                         | Fred Tatasciore                                       | Marlin Wick |
| Königin Wumpa                 | Grey Griffin                                          | Isabella Vinet |
| Angor Rot                     | Ike Amadi                                             | Dieter Memel |
| Morgana                       | Lena Headey                                           | Christin Marquitan |
| Königin Usurna                | Anjelica Huston                                       | Arianne Borbach |
| Dictatious Maximus Galadrigal | Mark Hamill                                           | Tobias Lelle |
| Otto Schramminger             | Tom Kenny                                             | Klaus-Peter Grap |
| Merlin                        | David Bradley                                         | Rainer Gerlach |
| Aja Tarron                    | Tatiana Maslany                                       | Janka Horakova |
| Krel Tarron                   | Diego Luna                                            | Moritz Lehmann |
| Douxie                        | Colin O’Donoghue                                      | Nic Romm |

## Episodenliste

### Staffel 1
| Nr. (ges.) | Nr. (St.) | Deutscher Titel                  | Originaltitel                    |
| ---------- | --------- | -------------------------------- | -------------------------------- |
| 1          | 1         | Das Amulett – Teil 1             | Becoming: Part 1                 |
| 2          | 2         | Das Amulett – Teil 2             | Becoming: Part 2                 |
| 3          | 3         | Der erste Schlag                 | Wherefore Art Thou, Trollhunter? |
| 4          | 4         | Das kleine Problem               | Gnome Your Enemy                 |
| 5          | 5         | Waka Chaka                       | Waka Chaka!                      |
| 6          | 6         | Sieg oder Niederlage             | Win Lose or Draal                |
| 7          | 7         | Die Jagd nach dem Gestaltwandler | To Catch a Changeling            |
| 8          | 8         | Abenteuerliches Babysitting      | Adventures in Trollsitting       |
| 9          | 9         | Endlich Sechzehn                 | Bittersweet Sixteen              |
| 10         | 10        | Der junge Atlas                  | Young Atlas                      |
| 11         | 11        | Rezept für ein Desaster          | Recipe for Disaster              |
| 12         | 12        | Klara in Gefahr                  | Claire and Present Danger        |
| 13         | 13        | Der Kampf der zwei Brücken       | The Battle of Two Bridges        |
| 14         | 14        | Die Rückkehr des Trolljägers     | Return of the Trollhunter        |
| 15         | 15        | Schlammschlacht                  | Mudslinging                      |
| 16         | 16        | Der Geburtsstein                 | Roaming Fees May Apply           |
| 17         | 17        | Blinkys großes Abenteuer         | Blinky’s Day Out                 |
| 18         | 18        | Der zerschmetterte König         | The Shattered King               |
| 19         | 19        | Der Fluch                        | Airheads                         |
| 20         | 20        | Völlig verrückt                  | Where Is My Mind?                |
| 21         | 21        | Partymonster                     | Party Monster                    |
| 22         | 22        | Außerhalb der Zeit               | It’s About Time                  |
| 23         | 23        | Flügelmann                       | Wingmen                          |
| 24         | 24        | Angors Angriff                   | Angor Management                 |
| 25         | 25        | Eine erinnerungswürdige Nacht    | A Night to Remember              |
| 26         | 26        | Kampf gegen Angor Rot            | Something Rotten This Way Comes  |

### Staffel 2
| Nr. (ges.) | Nr. (St.) | Deutscher Titel                   | Originaltitel                     |
| ---------- | --------- | --------------------------------- | --------------------------------- |
| 27         | 1         | Flucht aus dem Düsterland         | Escape from the Darklands         |
| 28         | 2         | Der Schädelbrecher                | Skullcrusher                      |
| 29         | 3         | In Ottos Gewalt                   | Grand Theft Otto                  |
| 30         | 4         | KanjigAAARRRGGHH!!!               | KanjigAAARRRGGHH!!!               |
| 31         | 5         | Wieder zu Hause                   | Homecoming                        |
| 32         | 6         | Knall Bumm Peng                   | Hiss Hiss, Bang Bang              |
| 33         | 7         | Held mit tausend Gesichtern       | Hero with a Thousand Faces        |
| 34         | 8         | Der Grässliche                    | Just Add Water                    |
| 35         | 9         | Monzterkiller                     | Creepslayerz                      |
| 36         | 10        | Nachsitzen am Sonntag             | The Reckless Club                 |
| 37         | 11        | Die Zeitreise                     | Unbecoming                        |
| 38         | 12        | Das Urteil                        | Mistrial and Error                |
| 39         | 13        | In der Halle des Gumm-Gumm-Königs | In the Hall of the Gumm-Gumm King |

### Staffel 3
| Nr. (ges.) | Nr. (St.) | Deutscher Titel           | Originaltitel                |
| ---------- | --------- | ------------------------- | ---------------------------- |
| 40         | 1         | Nachtpatrouille           | Night Patroll                |
| 41         | 2         | Verbrecherjagd in Arcadia | Arcadia’s Most Wanted        |
| 42         | 3         | Schlechter Kaffee         | Bad Coffee                   |
| 43         | 4         | Date mit einer Zauberin   | So I’m Dating a Sorceress    |
| 44         | 5         | Klaras Exorzismus         | The Exorcism of Claire Nuñez |
| 45         | 6         | Elterliche Führung        | Parental Guidance            |
| 46         | 7         | Der Schwur                | The Oath                     |
| 47         | 8         | Bei der Ehre Merlins      | For the Glory of Merlin      |
| 48         | 9         | In guten Händen           | In Good Hands                |
| 49         | 10        | Jims Entscheidung         | A House Divided              |
| 50         | 11        | Jimjäger                  | Jimhunters                   |
| 51         | 12        | Der ewige Ritter – Teil 1 | The Eternal Knight: Part 1   |
| 52         | 13        | Der ewige Ritter – Teil 2 | The Eternal Knight: Part 2   |

## Auszeichnungen
Die Serie wurde 2017 für neun Daytime Emmy Awards nominiert und gewann sechs davon. Des Weiteren wurde die Serie viermal für den Annie Award 2017 nominiert und gewann dreimal in den Kategorien Charakterdesign, Animation und Storyboard. Zudem wurde die Serie für die Saturn Awards in der Kategorie Animation nominiert.

## Rezeption
Die Serie wurde überwiegend positiv aufgenommen. Auf Rotten Tomatoes hat die erste Staffel einen durchschnittlichen Rang von 94 % basierend auf 16 Bewertungen bekommen. Der Metascore auf Metacritic liegt bei 69 von 100.